# NGC 7548
NGC 7548 is een lensvormig sterrenstelsel in het sterrenbeeld Pegasus. Het hemelobject werd op 30 september 1861 ontdekt door de Duits-Deense astronoom Heinrich Louis d'Arrest.

## Synoniemen
- UGC 12455
- MCG 4-54-36
- ZWG 475.50
- IRAS 23127+2459
- PGC 70826